# Plug In Baby
Singles de Muse
Unintended
(2000) New Born
(2001)
Pistes de Origin of Symmetry
Hyper Music
(4) Citizen Erased
(6)
Plug in Baby est le 6e single du groupe de rock alternatif Muse, et le premier extrait de leur second album Origin of Symmetry.
C’est l’une des chansons les plus populaires du groupe, en raison de son riff à la guitare électrique accrocheur, classé entre autres à la 13e place au Top 20 des meilleurs riffs de tous les temps par le magazine Top Guitar.
Il présente des similitudes avec la Toccata et fugue en ré mineur de Bach ; Matthew (guitare/chant/textes) précisera également en 2005 qu'il l'a élaboré à partir du titre Organ Donor de DJ Shadow. Parallèlement, la ligne de basse ressemble à celle du Sexy Boy des Air.
Paru en tant que lead-single de l'album, ce fut le premier vrai succès commercial du groupe, atteignant la 11e place de l'UK Singles Chart (il sera détronné par Time Is Running Out en 2003). On le retrouve sur la compilation live HAARP (2008) ainsi que dans le jeu Guitar Hero 5.
La chanson a été classée 13e meilleure chanson britannique de tous les temps par XFM en 2010.

## Composition
Longtemps, le bruit a couru que le morceau aurait été enregistré alors que le groupe était sous l'empire de champignons hallucinogènes (« génial pour explorer de nouveaux territoires [...] mais terrible lorsqu'il s'agit de mettre un terme à quelque chose » ironise Matthew Bellamy, principal compositeur du morceau).
Alors que les paroles pourraient tirer leur origine de l'amour que voue Matthew à sa guitare (Plug In Baby signifierait littéralement Chérie sur prise), une interprétation plus vraisemblable y voit un constat assez effrayé sur l'avancée des nouvelles technologies et sur le gouffre qu'elles semblent créer entre les gens.
« La chanson traite des sentiments que l'on place dans des objets sans âmes, comme le ferait un enfant avec une peluche ou un ordinateur, estime Dominic Howard le batteur du groupe. Ça donnerait la même chose si on était capable de créer des chiots qui ne vieilliraient jamais ».
De son côté, Matthew Bellamy tend à penser que le refrain fait référence « au quotidien des tournées, à ce sentiment que l'on éprouve quand on est sur scène ou dans n'importe quelle situation analogue et où on se dit : "je me prépare à tous les sacrifices en l'honneur de la Musique" »

## Liste des Pistes
| 1. | Plug In Baby | 3:41 |
| 2. | Nature_1     | 3:40 |

| 1. | Plug In Baby         | 3:41 |
| 2. | Nature_1             | 3:40 |
| 3. | Execution Commentary | 2:30 |
| 4. | Plug In Baby (vidéo) | 3:41 |

| 1. | Plug In Baby      | 3:41 |
| 2. | Spiral Static     | 4:44 |
| 3. | Bedroom Acoustics | 2:35 |

| 1. | Plug In Baby         | 3:41 |
| 2. | Nature_1             | 3:40 |
| 3. | Spiral Static        | 4:44 |
| 4. | Plug In Baby (vidéo) | 3:41 |

| 1. | Plug In Baby         | 3:41 |
| 2. | Nature_1             | 3:40 |
| 3. | Execution Commentary | 2:30 |
| 4. | Spiral Static        | 4:44 |
| 5. | Bedroom Acoustics    | 2:35 |

| 1. | Plug In Baby         | 3:41 |
| 2. | Nature_1             | 3:40 |
| 3. | Execution Commentary | 2:30 |
| 4. | Bedroom Acoustics    | 2:35 |